# Get Up, Stand Up
Get Up, Stand Up è una canzone reggae composta da Bob Marley e da Peter Tosh e pubblicata nel 1973 nell'album dei The Wailers Burnin'. Esistono numerosissime versioni del brano, registrate sia da Marley (con e senza i The Wailers) sia da Peter Tosh e Bunny Wailer.
Venne successivamente inclusa nelle compilation Legend e Rebel Music, ed è presente in quasi tutti gli album dal vivo del gruppo, come Live at the Roxy.
Nel 1973, Get Up, Stand Up arrivò al numero 33 nella "Dutch Top 40 chart" mentre alla posizione 49 nella classifica della Nuova Zelanda.
Si trova alla posizione 302 della lista delle 500 migliori canzoni di sempre redatta dalla rivista Rolling Stone.
La composizione è l'inno dell'Amnesty International.

## Premesse e usi nei concerti
Marley scrisse la canzone durante un tour ad Haiti in Do minore, ispirato e mosso dalla povertà di quest'ultima e dalle condizioni disumane di vita degli abitanti, secondo la sua futura fidanzata Esther Anderson. Il brano venne spesso eseguito dal cantante nei suoi concerti, usandolo specialmente come pezzo di chiusura. Inoltre Get Up, Stand Up fu l'ultimo brano che Marley eseguì dal vivo, il 23 settembre del 1980 allo Stanley Theater, ora Benedum Center a Pittsburgh, Pennsylvania.
Nel DVD Live at the Hollywood Bowl, Ben Harper racconta la sua esperienza in gioventù quando, durante un concerto di Bob allo Starlight Amphitheater nel 1978, Peter Tosh, che in quel periodo era in tour con i Rolling Stones, si presentò senza preavviso mentre la canzone veniva eseguita, prendendo il microfono da Marley e cantando l'ultima strofa sotto uno scrosciare di applausi.

## Registrazione dei Wailers
La canzone venne registrata e pubblicata di nuovo da tre dei rappresentanti dei Wailers nel loro rispettivi album solisti, ognuno aggiungendo vari arrangiamenti e modifiche, specialmente nel terzo verso che recita "Almighty God is a living man" ("L'onnipotente Dio è una persona vivente"). Bob Marley e the Wailers pubblicarono l'unica versione con Bob Marley in Live! del 1975, che si distingue per il "Wo-YO" alla fine del terzo verso. Tosh incluse successivamente la sua versione solista in Equal Rights del 1977. Bunny Wailer fu l'ultimo a pubblicare una propria versione in Protest.

## Interpretazioni di altri artisti
- La canzone si trova sull'LP dei Toots & the Maytals Passing the Tube, anche se completamente diversa dall'originale per gli arrangiamenti e per i testi.
- La canzone è stata remixata con Welcome to Jamrock dal figlio di Bob Marley Damian per il suo album omonimo e poi inclusa in Grand Theft Auto IV.
- Una cover del pezzo è stata fatta da Tracy Chapman.
- Una versione smooth jazz della canzone è stata fatta Lee Ritenour e Dave Grusin in A Twist of Marley.
- La reggae/metal band Zeroscape ha fatto una propria versione nell'EP Friday Night.
- Anche Axis of Justice con Serj Tankian ne ha fatta un'interpretazione.
- Il figlio di Bob Marley, Ziggy Marley, fece una compilation jazz con influenze reggae, in cui il pezzo pilota fu proprio Get Up, Stand Up.
- Una versione personale con il testo in spagnolo fu fatta dai Ojos de Brujo per il loro album del 2007 Techari.